# كيم جي هون (ممثل مواليد 1981)
كيم جي هون (بالكورية: 김지훈)‏ هو ممثل كوري جنوبي. من مواليد 9 مايو 1981 في سول.

## الأعمال

### مسلسلات
| السنة | العنوان                       | الدور              | م.            |
| ----- | ----------------------------- | ------------------ | ------------- |
| 2013  | الصبي الوسيم في البيت المجاور | أوه جين راك        | [ 6 ]         |
| 2020  | زهرة الشر                     | بايك هي سونغ       |               |
| 2022  | البروفيسور: كوريا             | دنفر / أوه تايك سو | [ 7 ] [ 8 ]   |
| 2023  | أحب كرهي لك                   | دو وون جون         | [ 9 ]         |
| 2023  | لعبة الموت                    | بارك تاي وو        | [ 10 ] [ 11 ] |
| 2025  | القصر المسكون                 | الملك لي سونغ      | [ 12 ]        |

### برامج تلفزيونية
| السنة | العنوان                 | الدور            | م. |
| ----- | ----------------------- | ---------------- | -- |
| 2014  | ساترداي نايت لايف كوريا | مقدم (الحلقة 98) |    |

## الجوائز والترشيحات
| الجائزة                        | السنة | الفئة                                             | عن عمل              | النتيجة | م.     |
| ------------------------------ | ----- | ------------------------------------------------- | ------------------- | ------- | ------ |
| جوائز نجم أبان                 | 2014  | جائزة التميز، ممثل في مسلسل درامي                 | جانغ بو-ري هنا!     | فوز     |        |
| جوائز نجم أبان                 | 2018  | جائزة التميز، ممثل في مسلسل درامي                 | الابن الغني         | رُشِّح     | [ 13 ] |
| جوائز بايكسانغ للفنون          | 2021  | أفضل ممثل مساعد (تلفزيون)                         | زهرة الشر           | رُشِّح     | [ 14 ] |
| جوائز دراما كي بي إس           | 2007  | أفضل ممثل جديد                                    | العصر الذهبي للكنات | فوز     | [ 15 ] |
| جوائز دراما كي بي إس           | 2007  | جائزة أفضل ثنائي مع لي سو كيونغ                   | العصر الذهبي للكنات | فوز     | [ 15 ] |
| جوائز الثقافة والترفيه الكورية | 2014  | جائزة التميز لأفضل ممثل في مسلسل درامي            | جانغ بو-ري هنا!     | فوز     |        |
| جوائز إم بي سي للدراما         | 2006  | أفضل ممثل جديد                                    | كم من الحب          | رُشِّح     |        |
| جوائز إم بي سي للدراما         | 2014  | جائزة التميز لأفضل ممثل في مسلسل درامي            | جانغ بو-ري هنا!     | فوز     | [ 16 ] |
| جوائز إم بي سي للدراما         | 2018  | جائزة التميز لأفضل ممثل في مسلسل تلفزيوني         | الابن الغني         | رُشِّح     | [ 17 ] |
| جوائز دراما إس بي إس           | 2013  | جائزة التميز، ممثل في دراما نهاية الأسبوع/اليومية | إلهة الزواج         | فوز     |        |
| جوائز آسيا الفنية              | 2023  | جائزة أفضل فنان في فئة الممثل                     |                     | فوز     |        |

## روابط خارجية
- كيم جي هون على موقع IMDb (الإنجليزية)
- كيم جي هون على موقع قاعدة بيانات الفيلم (الإنجليزية)